# Une bonne fortune
Pour les articles homonymes, voir The Girl in the Taxi.
Pour plus de détails, voir Fiche technique et Distribution.
Une bonne fortune (titre original : The Girl in the Taxi) est un film américain réalisé par Lloyd Ingraham et sorti en 1921.

## Fiche technique
- Réalisation : Lloyd Ingraham

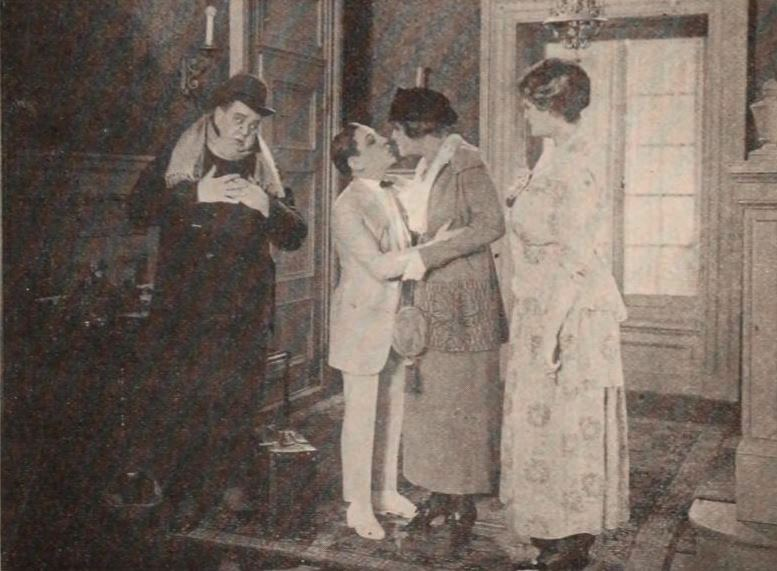
Un scène du film avec Carter DeHaven.

- Scénario : Robert A. McGowan d'après la pièce de 1910[1] The Girl in the Taxi de Frederick Fenn et Arthur Wimperis
- Producteur : Carter DeHaven
- Photographie : Ross Fisher
- Montage : George Crone
- Production : Carter De Haven Productions
- Distribution : Associated First National Pictures
- Durée : 6 bobines
- Date de sortie : avril 1921

## Distribution
- Mrs. Carter De Haven : Mignon Smith
- Carter DeHaven : Bertie Stewart
- King Baggot : Maj. Frederick Smith
- Grace Cunard : Marietta
- Otis Harlan : Alexis
- Tom McGuire : John Stewart
- Margaret Campbell : Clara Stewart
- Lincoln Plumer : Percy Peters
- Freya Sterling : Mary Peters
- John Gough : Dr. Paul